# سید علی هاشمی (کارگردان)
سید علی هاشمی (زاده ۳۱ مرداد ۱۳۵۶) کارگردان، دستیار کارگردان و برنامه ریز ایرانی است. او دانش‌آموخته کارگردانی تئاتر از دانشگاه هنر و معماری و از اعضای کانون کارگردانان خانه سینما و کانون کارگردانان خانه تئاتراست. وی فعالیت خود را از سال ۱۳۷۶ آغاز کرد.

## زندگی و فعالیت‌ها
علی در رشت متولد شد، پدرش نقشه بردار بود و مادرش پرستار. در نوجوانی به هنر، تئاتر و سینما علاقهمند شد. تئاتر را با بازیگری و دستیاری کارگردان با کارگردان هایی چون : مرحوم حمید سمندریان ، مرحوم پروانه مژده ، وحید رهبانی ، حسین پاکدل ، فرهاد آئیش ، داریوش فرهنگ آغاز کرد.

## فیلم‌شناسی

### کارگردان
- مستوران۲ (۱۴۰۲)[۳][۴][۵]
- زعفرانیه ۱۴ تیر (۱۳۹۸)[۶][۷]
- صبح روز بعد (فیلم کوتاه) (۱۳۹۲)[۸]

### دستیار کارگردان
- رنج پنهان (۱۳۹۶)[۹]
- دوران عاشقی (۱۳۹۴)[۱۰][۱۱]
- سه بیگانه (۱۳۹۳)[۱۲]
- در مسیر زاینده رود (۱۳۸۹)
- پیدا و پنهان (۱۳۸۴)[۱۳]

### برنامه ریزی
- خوش نشین ها (۱۳۸۹)
- جزیره (۱۴۰۰)[۱۴]
- آچمز (۱۳۹۷)[۱۵]
- محمد رسول الله (۱۳۹۴)
- غیرعلنی (۱۳۹۴)[۱۶]